# MÁV In
Die MÁV In war eine Schnellzug-Schlepptenderlokomotivreihe der Ungarischen Staatsbahnen MÁV.

## Geschichte
Da die beiden Versuchslokomotiven MÁV Il 701 und MÁV Im 801 offenbar nicht die gewünschten Leistungen erbrachten, gaben die MÁV 1906 eine Vier-Zylinder-Verbundlokomotive in Budapest in Auftrag, von der schließlich bis 1908 24 Stück beschafft wurden.
Der Kessel war gegenüber den Il und Im wesentlich größer dimensioniert. Die Gesamtlänge der Maschinen wuchs wegen der Kessellänge ebenfalls an.
Allerdings stieg damit auch das Gesamt- und das Achsgewicht, sodass sie nur mehr auf einigen wenigen Strecken eingesetzt werden konnten.
Sie führten daher Schnellzüge hauptsächlich auf der Strecke Budapest–Pozsony–Marchegg. Die Maschinen hatten bereits die spitz zulaufende, für Ungarn typische Rauchkammertür. Die vier Zylinder trieben die erste Kuppelachse an. 

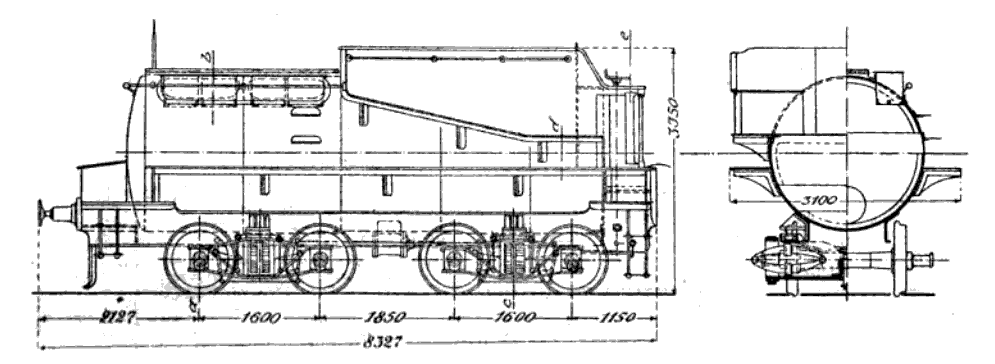
Vanderbilt-Tender der Tenderreihe N

Die Lokomotiven waren mit einem Vanderbilt-Tender der Reihe N gekuppelt. Dies waren die ersten in Europa eingesetzten Tender dieser Bauart.
Auf der Mailänder Weltausstellung 1906 errang sie den Großen Preis.
Im zweiten Schema der MÁV wurden die Fahrzeuge in die Kategorie In mit der Nummern 802–825 eingeordnet.
Im ab 1911 gültigen dritten Schema wurden sie dann als 203,001–024 bezeichnet.